# Prestopno leto
Prestópno léto imenujemo leto s 366 dnevi, ki ima tudi 29. februar. Leto, ki ni prestopno, je navadno leto. 
Pravilo za določanje prestopnih let je:
1. Leto je prestopno, če je deljivo s 4, razen ...
2. ... v primeru, da je leto deljivo s 100, leto ni prestopno, razen ...
3. ... v primeru, da je leto deljivo s 400, leto je prestopno.

Leto 2004, denimo, je prestopno (zaradi 1. točke), leto 1900 ni bilo prestopno (zaradi 2. točke, navkljub 1. točki), leto 2000 pa je bilo prestopno in je torej imelo 29. februar (zaradi 3. točke, navkljub 2.).
Prestopna leta so v koledar uvedli zato, da se koledarsko leto ves čas ujema z letnimi časi. Letni časi se na Zemlji ponavljajo vsako tropsko leto; to je čas, ki ga Zemlja potrebuje, da zaključi tirnico po orbiti okoli Sonca. Obhodni čas Zemlje je približno 365,2422 dni, torej bi se letni časi počasi zamikali, če bi uporabljali le preprost koledar s 365 dni. Z zgoraj opisanim občasnim dodajanjem dneva februarju dobimo v gregorijanskem koledarju v povprečju 365,2425 dni na leto (365 + 1⁄4 − 1⁄100 + 1⁄400 = 365 + 97⁄400  = 365.2425), kar pomeni, da ta koledar v 4.000 letih zamuja pol dneva. Zato ima februar vsaka 4 leta 1 dan več - 29. februar oz. prestopni dan.